# هنري ويليام كونور
هنري ويليام كونور (بالإنجليزية: Henry William Connor)‏ هو سياسي أمريكي، ولد في 5 أغسطس 1793، وتوفي في 6 يناير 1866. حزبياً، نشط في الحزب الديمقراطي. وقد انتخب عضو مجلس ولاية كارولاينا الشمالية وانتخب عضو مجلس النواب الأمريكي.